# Histoire des îles Féroé
 (avril 2022).
Si vous disposez d'ouvrages ou d'articles de référence ou si vous connaissez des sites web de qualité traitant du thème abordé ici, merci de compléter l'article en donnant les références utiles à sa vérifiabilité et en les liant à la section « Notes et références ».
L'histoire des îles Féroé est assez incertaine dans ses origines. Les textes fiables sont rares, mais il semble qu'elle débute assez tardivement, lorsque des moines irlandais aperçoivent les îles entre le VIe siècle et le VIIIe siècle et s'y installent.

Au début du Xe siècle, les îles sont colonisées par les vikings puis évangélisées au tournant de l'an 1000. D'abord rattachées au royaume de Norvège, elles sont ensuite une dépendance du royaume du Danemark.
Occupées par les Anglais lors de la Seconde Guerre mondiale, les îles Féroé jouissent d'une large autonomie depuis 1948.

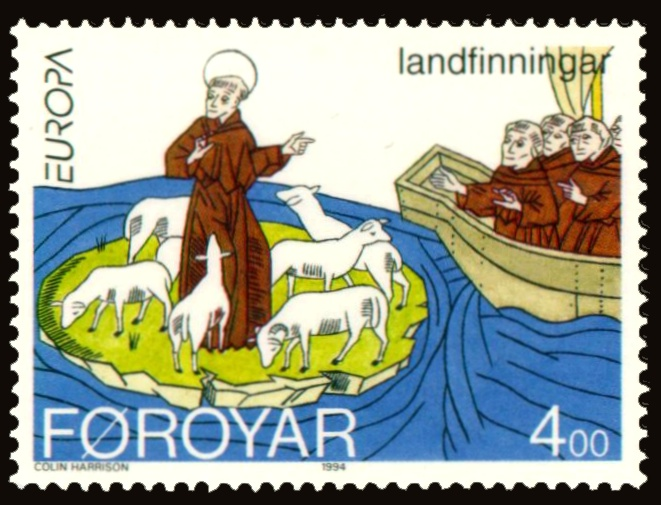
Timbre des îles Féroé célébrant le voyage de Saint Brendan, au cours duquel il aurait découvert les îles.

## Histoire pré-scandinave

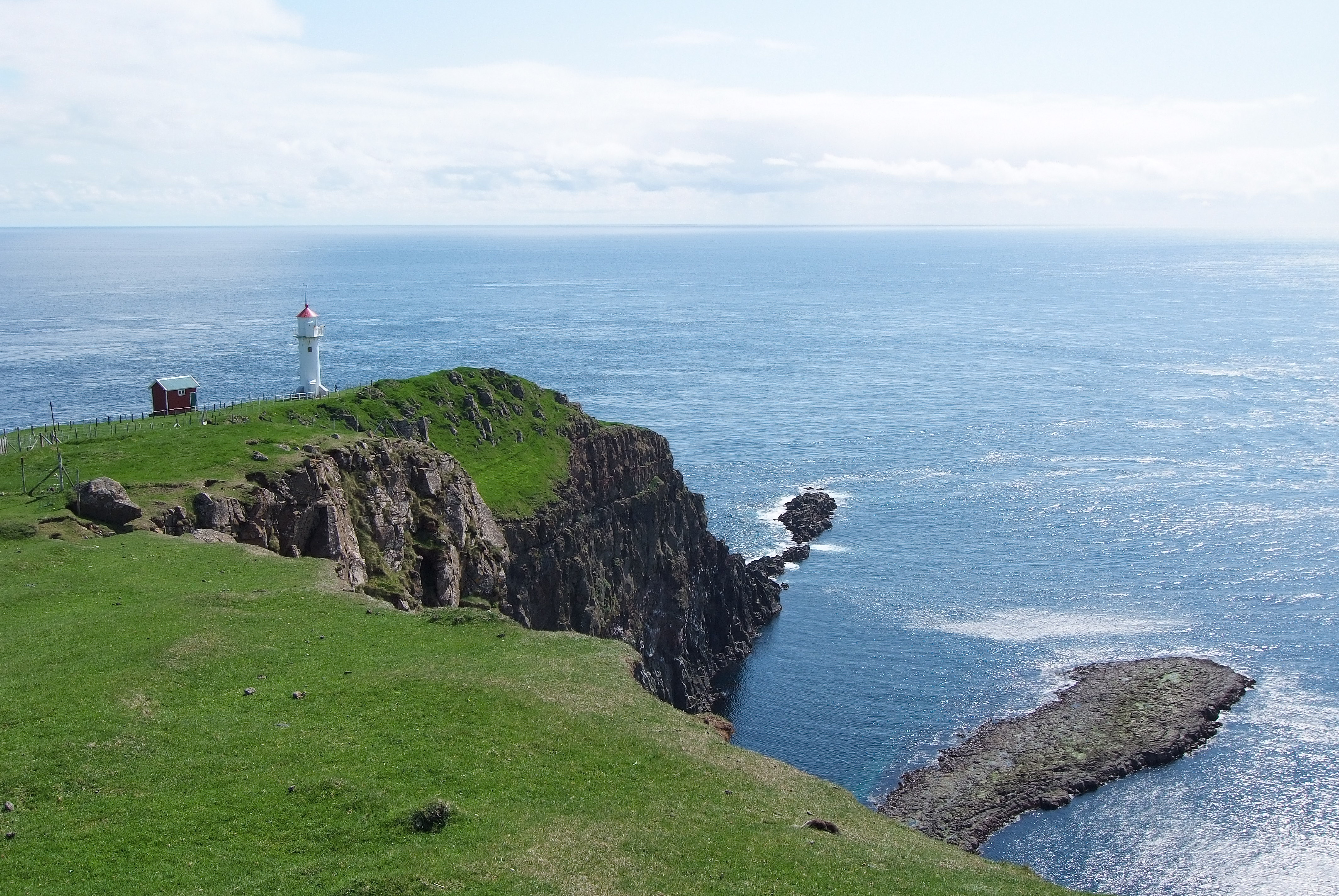
Phare d'Akraberg. À la pointe sud de Suðuroy, dans les îles Féroé.

L'histoire ancienne des îles Féroé est peu connue. L'occupation humaine remonterait entre le IVe et le VIe siècle. Il est possible qu'au VIe siècle le moine irlandais saint Brendan ait aperçu les Féroé au cours de son voyage. Il dit en effet avoir aperçu une « île de moutons», véritable « paradis pour les oiseaux ». Le moine irlandais Dicuil affirme en 825 que les îles Féroé sont habitées par des ermites depuis plusieurs siècles.
Des recherches récentes, faites à partir d'analyses de crottes de moutons, font remonter au début du Ve siècle l'arrivée de colons sans doute venus des îles britanniques. Des études palynologiques attestent une présence humaine au moins depuis le VIe siècle.
À la fin du VIIe siècle ou durant le VIIIe siècle, les îles ont été visitées par des moines irlandais à la recherche de solitude. Elles sont alors devenues un lieu d'ermitage, tout comme l'Islande.

## Période scandinave
On ne sait que peu de choses sur les Féroé jusqu'au XIVe siècle. La seule source écrite est la saga des Féroïens (Færeyinga Saga), écrite au XIIIe siècle, dont la valeur historique est discutée. De plus, la version originale de cette saga n'est pas parvenue jusqu'à nous : il en existe plusieurs versions qui ont été recopiées ultérieurement.
Selon une version, le colonisateur des Féroé, Grímr Kamban, serait venu durant le règne de Harald Ier de Norvège, qui dirige ce pays entre 880 et 931. Selon d'autres versions, et selon la chronique de Dicuil, Grímr Kamban serait venu avant ce règne. 'Grimr' est un prénom nordique, mais 'Kamban' est un nom irlandais, ce qui laisserait supposer que ce colonisateur aurait eu une double origine. La génétique permet de supposer que les hommes seraient pour la plupart d'origine scandinave mais que les femmes seraient quant à elles originaires des îles britanniques.
Encore aujourd'hui, les Féroïens racontent avec humour que les premiers habitants des îles auraient été des marins norvégiens en partance pour l'Islande. Souffrant du mal de mer, certains d'entre eux auraient préféré s'installer aux Féroé, laissant les autres poursuivre leur route[réf. souhaitée]. Il faut cependant noter que la colonisation de l'Islande aurait sans doute débuté à la même époque, entre 870 et 874 selon les sources les plus anciennes.
Il est probable que l'un des facteurs incitant les Scandinaves à coloniser les îles Féroé soit le renversement de forces qui s'observe sous le règne d'Alfred le Grand qui remporte plusieurs victoires contre les vikings installés en Angleterre.
Durant le IXe siècle, un Alþing doit avoir été établi sur l'île, à l'emplacement de l'actuelle capitale, Torshavn. Cette institution, semblable à celle qui a existé en Islande, est une assemblée des hommes libres où sont prises les décisions politiques et juridiques.
Les habitants sont convertis au christianisme aux alentours de l'an 1000, et une église est construite au Sud de l'île de Streymoy. En 1035, l'archipel devient également une partie du royaume de Norvège. Ces deux faits auraient été l'œuvre de Sigmundur Brestisson, envoyé par le roi Olaf Ier de Norvège pour s'emparer des Féroé.
Les îles profitent de leur position géographique sur le chemin de l'Islande et du Groenland.
En 1380, les îles deviennent possession de la monarchie double du Danemark et de la Norvège.

## Histoire duXIVeauXXesiècle

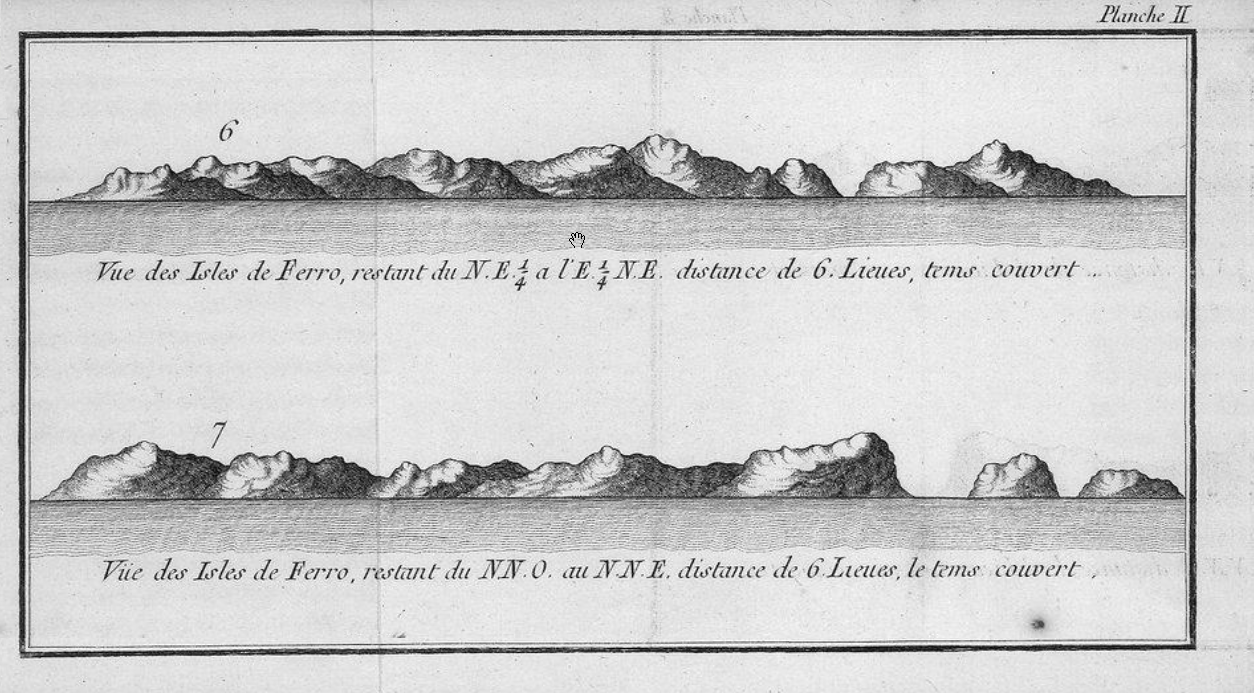
Les Iles Féroé vues par le navigateur Français Yves de Kerguelen Trémarec en 1767.

Le roi Christian III a introduit le luthéranisme aux Féroé pour remplacer le catholicisme, la conversion des habitants aux idées nouvelles fut "menée à bien" en cinq ans[réf. nécessaire]. Dès lors, le danois remplaça le latin durant les offices religieux.

## Seconde Guerre mondiale
La situation des îles est grandement modifiée à l'occasion de la Seconde Guerre mondiale, en raison de l'occupation du Danemark par l'Allemagne. Afin de prévenir un éventuel débarquement allemand, les Britanniques les occupent et installent une base aérienne. Cette situation favorise l'émergence des revendications autonomistes qui se concrétisent après la libération du Danemark en 1945.

## Après-guerre
Les îles ont obtenu leur autonomie en 1948. Les compétences du gouvernement couvrent notamment l'aspect linguistique (la langue féroïenne est reconnue officiellement) et la gestion des affaires internes (transports, poste, infrastructures, etc.). Le Danemark conserve un droit de regard en matière de défense (présence de troupes danoises) et de monnaie (la couronne danoise est la monnaie des îles).